# Ascorhynchus foresti
Ascorhynchus foresti là một loài nhện biển trong họ Ascorhynchidae. Loài này thuộc chi Ascorhynchus. Ascorhynchus foresti được miêu tả khoa học năm 1991 bởi Stock.